# Loya jirga

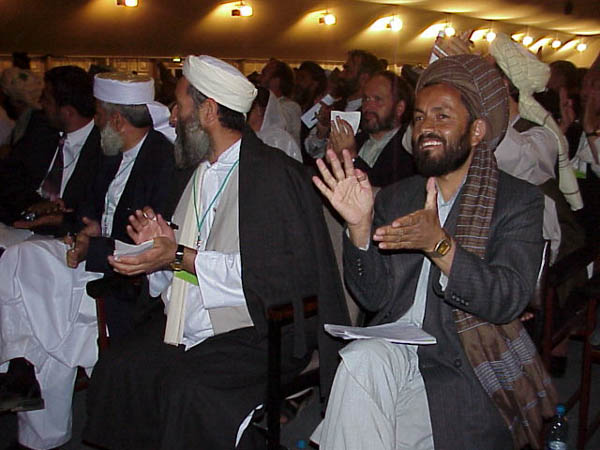
Loya Jirga realizada em Cabul, Afeganistão.

Uma Loya Jirga (em pachto: لويه جرګه; em dari: جرگه بزرگ) são os grandes encontros realizados por diversos povos dos países da Ásia Central, como Afeganistão, Uzbequistão, Turquemenistão e Mongólia.
No Afeganistão, a Loya Jirga era freqüentada apenas pelos clãs de pachtuns, porém com o tempo passaram a integrar outros grupos étnicos. Em pachto, idioma falado por este povo, loya significa "grande" e jirga "conselho", "assembléia" (derivada de um termo de origem turcomana que significa "tenda", cognata à yurt dos mongóis).
Estes encontros teriam se originarado com as culturas altaicas do Império Mongol. Numa loya jirga realizada no ano de 1206, os líderes tribais mongóis proclamaram o guerreiro Temujin como seu novo líder, dando-lhe o nome de Gengis Cã ("soberano universal").
Entre a sociedade afegã a Loya Jirga ainda é mantida e muito praticada, especialmente por chefes tribais, de maneira a resolver problemas internos ou externos, e conflitos com outros tribos. No início do país os pachtuns tentaram utilizar-se de uma jirga para legimitizar-se no poder; apenas membros deste povo podiam participar das decisões e debates realizados pela assembleia. Com o tempo, no entanto, outros grupos étnicos do país, como os tajiques e os hazaras, passaram a participar das jirgas, inicialmente apenas como observadores. Participavam destas reuniões, além dos líderes tribais e religiosos dos afegães, a família real do país. O rei Amanullah Khan institucionalizou a Loya Jirga; desde então, até os reinados de Mohammed Zahir Shah (1933-1973) e Mohammed Daoud Khan (1973-1978), a Jirga foi reconhecida como um encontro comum de líderes regionais pachtuns.
Estes encontros não têm uma freqüência planejada, mas sim são convocados sempre que surge uma disputa ou conflito. Não há prazo para o fim de uma Loya Jirga, e estas reuniões podem de fato durar muito tempo, já que as decisões só são obtidas por consenso, e as argumentações podem durar dias. Problemas muito diferentes são abordados, como política externa, declarações de guerra, a legitimação dos líderes, e a introdução de novas leis e ideias.